# کوه ساگامی آراشی
ساگامی آراشی یاما ( به زبان ژاپنی 相模嵐山) در استان کاناگاوا   قرار دارد. ارتفاع این کوه ۴۰۶ متر است. 
برای رسیدن به نقطهٔ آغازین مسیر کوه‌پیمایی در ایستگاه ساگامی کو  می‌توان از خطوط قطار JR یا (Japan Railways) و از خط چوئو-هونسن استفاده کرد. از ایستگاه شینجوکو در داخل توکیو تا ایستگاه ساگامی کو  در حدود ۱ ساعت با قطار طول می‌کشد. بعد در این ایستگاه پیاده یا با استفاده اتوبوسی که به طرف میکاگه   می‌رود، در ایستگاه اتوبوس ساگامی کو اُوباشی  (پل بزرگ دریاچهٔ ساگامی کو) پیاده شد یا از ایستگاه قطار تا این پل حدود ۲۰ دقیقه پیاده راهپیمایی کرد. در صورت استفاده از ماشین شخصی می توان از پارکینگ دولتی دریاچهٔ ساگامی کُو که تعداد محدودی جا برای پارک دارد، استفاده کرد.　   　
برای شروع مسیر کوهپیمایی، ابتدا باید از ایستگاه ساگامیکو دائی باشی به‌طوری که سد ساگامی کو در طرف چپ ما قرار بگیرد، حدود ۷ دقیقه بطرف چپ راهپیمایی کرد تا به راه ورودی ساگامی آراشی یاما  که روبروی سد و تأسیسات برق دریاچه قرار دارد، رسید. بر دهنهٔ ورودی این راه، بر روی تابلوی راهنمایی راه ورودی ساگامی آراشی  نوشته شده‌است.  بعد از این تابلو چند پلهٔ سنگی قرار دارد. مسیر تا قله شیبی تند دارد و باید با توجه به علامات راهنما پیموده شود. بعد از قله و راه‌ بازگشت نسبتاً هموار است و به ایستگاه اتوبوس  شهر بازی ساگامی کو  ختم می‌شود. در شهر بازی بسیار بزرگ ساگامی کو امکانات تفریحی و گردشی متنوع، همچنین امکان چادر زدن و کرایه چادر وجود دارد. طول رفت و برگشت این مسیر ۳ و نیم کیلومتر است. به‌طور تقریبی پیمودن این مسیر ۱ ساعت و ۴۰ دقیقه طول می‌کشد. این مسیر از مسیرهای کم رفت و آمد و خلوت محسوب می‌شود.

## نگارخانه

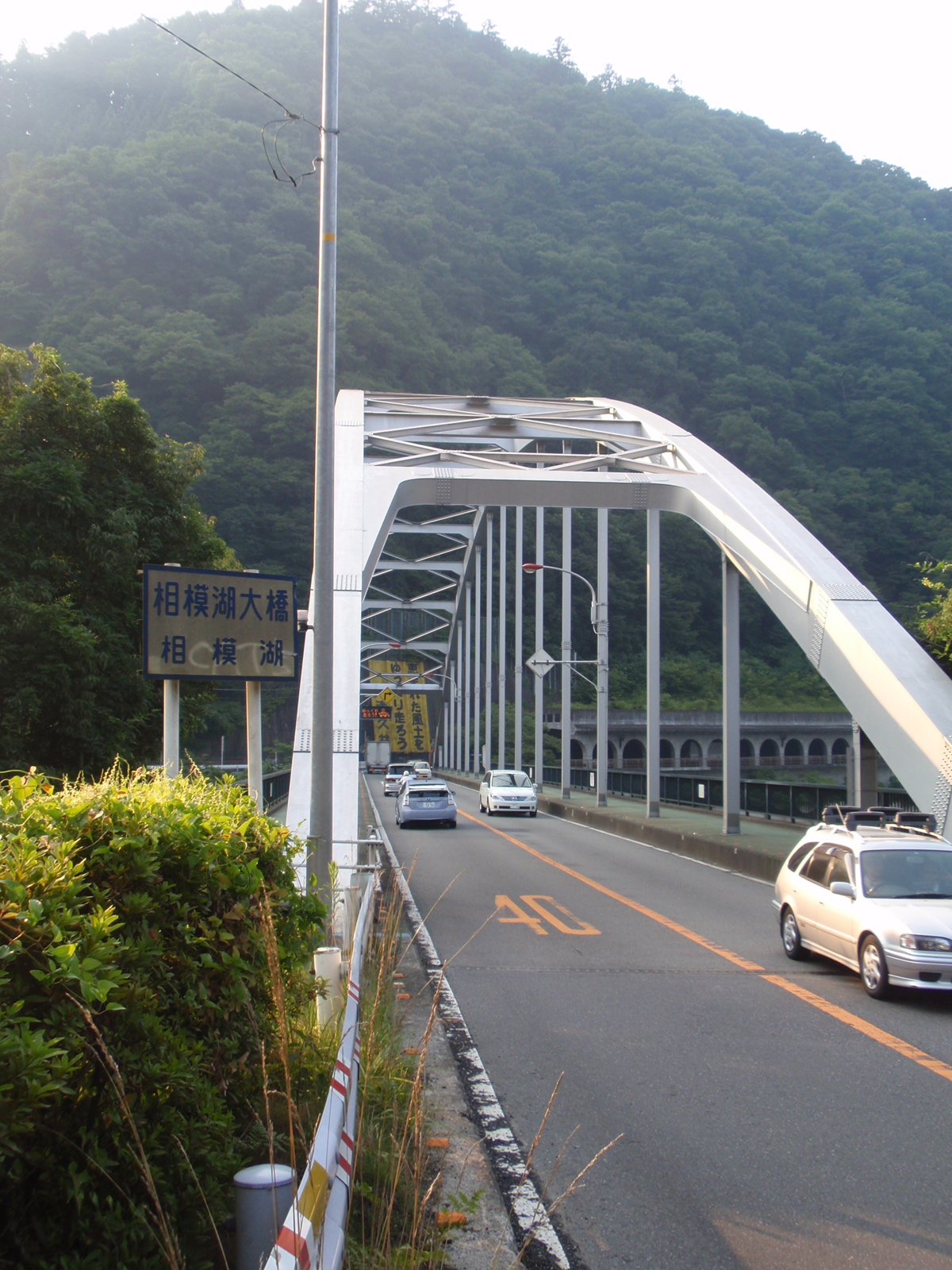
پل ساگامی کو اُوباشی (相模湖大橋). راه ورودی کوه ساگامی آراشی در طرف چپ خیابان انتهایی این پل و مخالف جهت بهمن‌گیر قرار دارد.
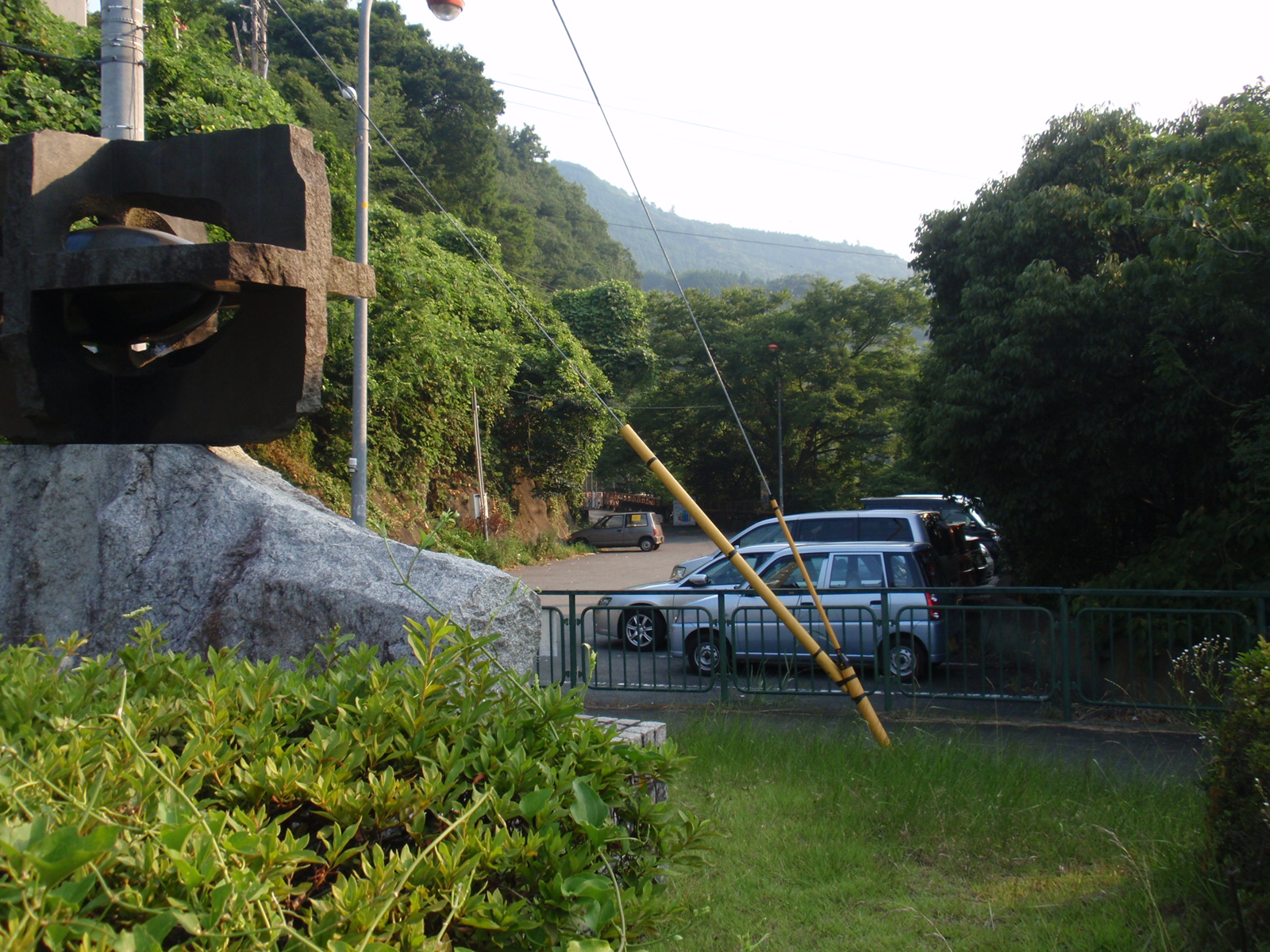
پارکینگ رایگان در کنار پل بزرگ دریاچهٔ ساگامی کو (相模湖大橋).
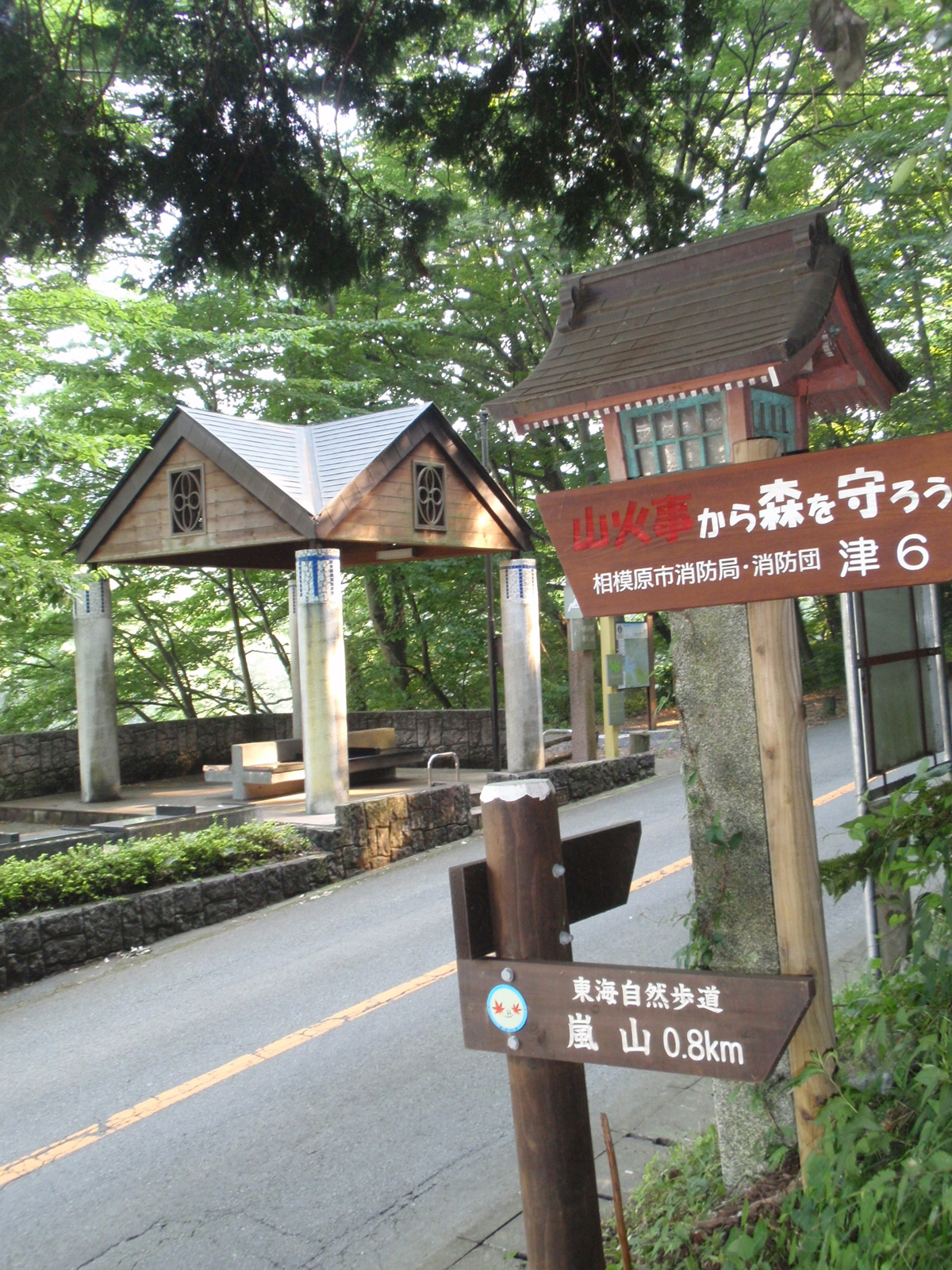
تابلوی راهنما کوه ساگامی آراشی در سر راه ورودی (相模嵐山登山口）.

## برابرهای ژاپنی
1. ↑  神奈川県
2. ↑  相模湖
3. ↑  新相模湖
4. ↑  三ヶ木
5. ↑  相模湖大橋
6. ↑  相模嵐山登山口
7. ↑  相模嵐山登山口
8. ↑  さがみ湖リゾート プレジャーフォレスト